# Ardmore, Pennsylvania
Ardmore är en ort i Delaware County och Montgomery County i delstaten Pennsylvania, USA.